# Contrat à terme
 (juin 2019).
Si vous disposez d'ouvrages ou d'articles de référence ou si vous connaissez des sites web de qualité traitant du thème abordé ici, merci de compléter l'article en donnant les références utiles à sa vérifiabilité et en les liant à la section « Notes et références ».
Un contrat à terme (en anglais : futures) est un engagement ferme de livraison d'un actif sous-jacent à une date future (appelée échéance ou maturité) à des conditions définies à l'avance. Contrairement au forward, le contrat à terme est standardisé pour être négocié sur un marché à terme organisé.
Les contrats à terme sont les instruments financiers les plus traités au monde.

## Histoire
Premiers, par leur volume des produits dérivés, les contrats à terme constituent une standardisation par rapport aux contrats à terme dits forwards, instrument de gré à gré, qui sont leur ancêtre direct.
Ces transactions à terme permettaient aux producteurs de bloquer un prix longtemps à l'avance et de se protéger d'un effondrement des cours. Le vendeur ne profite donc pas d'une éventuelle hausse des prix. En revanche, il est protégé si les cours baissent.
Les contrats à terme sont apparus sous leur forme actuelle dans la deuxième moitié du XIXe siècle aux États-Unis sur les marchés de céréales (maïs, blé, avoine, etc.). Dès le XVIe siècle, certaines marchandises étaient déjà l'objet de négociations autour de contrats à terme, comme le témoignent, par exemple, les archives de la Compagnie des Indes.
Puis, devant le succès de la formule, ont été progressivement mis en place pour un grand nombre de produits de base, matières premières et produits agricoles : or, argent, pétrole, gaz naturel, soja, bétail, coton, etc.
Au cours des années 1970, ils ont été étendus à des produits uniquement financiers :
- d'abord les devises, sans grand succès ;
- puis les taux d'intérêt : emprunts d'État et taux IBOR.

C'est là qu'ils ont trouvé leur utilité économique principale, et connu une croissance phénoménale. Ils ont depuis été adaptés avec succès aux indices boursiers.

## Volume et importance économique
Au printemps 2004, selon l'étude triennale de la BRI, les volumes quotidiens des marchés à terme organisés en contrats à terme et options étaient de 4,7 milliards de dollars, dont plus de 80 % étaient des contrats à terme sur taux d'intérêt. Leur rythme de croissance annuel moyen sur les trois dernières années était de 28 %.
Les contrats à terme représentent plus de 40 % du volume global des marchés financiers. Ils constituent notamment les marchés directeurs des taux d'intérêt à moyen et long terme.

## Principes généraux d'organisation

### La chambre de compensation avec contrepartie centrale
L'avantage fondamental présenté par les contrats à terme par rapport à leur prédécesseur de gré à gré, les forwards, est l'existence d'une chambre de compensation avec contrepartie centrale. Celle-ci, dès qu'une transaction est enregistrée auprès d'elle, se substitue en tant que contrepartie au vendeur et à l'acheteur initial. Ainsi, lorsqu'un opérateur A achète un contrat à un opérateur B, la transaction est en réalité divisée en deux : A achète à la chambre de compensation, B vend à cette même chambre. Ainsi, si B devait faire défaut (c'est-à-dire ne pouvait honorer son engagement), A n'en subirait aucune conséquence. Cette contrepartie centrale (par exemple joué par LCH.Clearnet, notamment en France) doit, pour jouer effectivement son rôle, disposer de mesures de gestion des risques adaptées (cf. rapport CPSS/IOSCO).

### Fluctuations maximales autorisées, dépôt de garantie et appels de marge
La chambre de compensation avec contrepartie centrale est l'acheteur de tous les vendeurs, et le vendeur de tous les acheteurs. Elle centralise donc les risques de contrepartie, qu'elle annule :
- en fixant, en accord avec la bourse concernée, une amplitude maximale de fluctuation quotidienne des cours, au-delà de laquelle le marché est automatiquement fermé (on dit limit up s'il est fermé à la suite d'une hausse des cours, limit down si c'est à cause d'une baisse) ;
- et en exigeant de chaque intervenant :
  - un dépôt de garantie, appelé indifféremment deposit ou initial margin en anglais, qui n'est généralement pas inférieur, par contrat, à la fluctuation quotidienne maximale autorisée,
  - et un appel de marge quotidien, appelé variation margin en anglais, dont le but est de reconstituer le dépôt de garantie si celui-ci a été entamé par une fluctuation contraire du marché.

Le mécanisme de l'appel de marge est le suivant : chaque jour, après la clôture du marché, la chambre de compensation calcule les gains ou pertes de chaque opérateur. Par exemple, un opérateur A a acheté 1 000 contrats à terme à 100 et un opérateur B les a vendus. En fin de journée, le marché a baissé et ceux-ci valent 95. La chambre de compensation va prélever sur le compte de A ou, si le compte de A  n'est pas suffisamment approvisionné, exiger de A qu'il verse avant le lendemain à l'ouverture du marché, la somme de {\displaystyle (100-95)*1\,000=5\,000}. À l'inverse, B, qui a vendu ces mêmes contrats à terme, va être lui crédité de ce montant de 5 000 sur son compte à la chambre de compensation.
Lorsqu'un opérateur ne peut pas payer un appel de marge, sa position est soldée sur le marché. Les ajustements se font donc chaque jour et le risque de contrepartie pris par la chambre de compensation est limité aux variations journalières qui est, lui, déjà couvert par les dépôts de garantie. Le risque global est donc nul.
Lorsque le marché est limit up ou limit down, les cotations sont interrompues jusqu'à ce que la chambre de compensation ait pu procéder à un appel de marges, appelé en anglais intra-day margin call, et l'encaisser.

### Standardisation
Les contrats à terme sont standardisés par le marché à terme qui les crée :
- quantité d'actif sous-jacent par contrat (appelée quotité) ;
- qualité dudit sous-jacent, appelée grade en anglais (par exemple moins d'un pourcentage donné d'humidité) ;
- détails de la livraison et pénalités de retard ;
- devise de cotation ;
- pas de cotation, appelé tick en anglais ;
- échéances, qui sont désignées de façon standard par une lettre de l'alphabet suivie du dernier chiffre de l'année (par exemple H6 désignera mars 2006) ; les plus fréquentes sont les échéances trimestrielles :
  - H : mars,
  - M : juin,
  - U : septembre,
  - Z : décembre ;
- variations journalières maximum et procédure en cas de limit up ou limit down ;
- ainsi que journées de cotation, horaires d'ouverture, etc.

Tout ceci permet aux opérateurs de se consacrer uniquement à l'évolution du prix et de pouvoir comparer les contrats plus facilement. Par ailleurs, les prix sont publics et transparents et l'information est donc disponible pour tous les opérateurs.

### Position ouverte
Par échéance, la somme des achats et des ventes de chaque intervenant constitue sa « position nette ». La somme de la valeur absolue de toutes les positions nettes, divisée par deux, est appelée position ouverte (open interest en anglais).
Elle est généralement surestimée, dans la mesure où un achat de contrats chez un intermédiaire A clôturé par une vente chez un intermédiaire B risque de compter dans la position ouverte.
La position ouverte résiduelle, le dernier jour de négociation du contrat, donne lieu, suivant les spécifications du contrat, soit à une livraison physique, soit à un règlement financier.

### Livraison
Les détails du processus de livraison du sous-jacent sont publics. Quantité, qualité, date et lieu sont standardisés et sont déterminés par les autorités du marché à terme lors de la création de chaque « échéance » du contrat à terme.
Le principe de la livraison est indispensable au bon fonctionnement du marché. Lui-seul permet de faire converger à l'échéance les prix du contrat à terme et de son sous-jacent. Cependant, celle-ci n'intervient que rarement. En effet, les opérateurs ferment le plus souvent leur position avant l'échéance du contrat, c'est-à-dire qu'ils rachètent ou revendent sur le marché le nombre exact de contrats à terme qu'ils y avaient auparavant vendus ou achetés.
Dans certains cas, comme celui des contrats sur indices ou sur taux (par exemple sur taux IBOR), une livraison serait malaisée car l'actif sous-jacent n'existe pas physiquement. On procède donc simplement au paiement de la différence de prix entre le cours de clôture du contrat et la valeur finalement constatée de l'actif. Cette procédure est appelée cash settlement, c’est-à-dire mot-à-mot : règlement en numéraire. Le type de livraison (livraison en numéraire ou livraison du sous-jacent) est clairement indiqué dans le contrat. Il peut aussi exister des contrats à terme sur un actif physiquement existant dont la livraison se fera en numéraire. Il est donc primordial de se renseigner sur le type de livraison avant de s'engager dans de tels contrats.

### Acteurs

#### Marchés à la criée

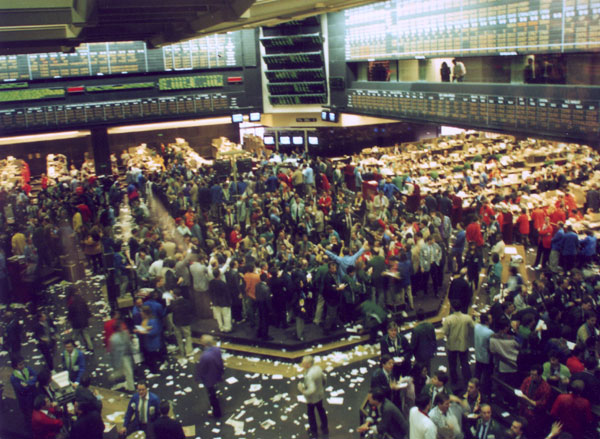
Pit de cotation au Chicago Board of Trade

Les marchés à terme ont longtemps été des marchés à la criée, organisés en pits — fosses — de cotations. Il y avait alors principalement deux types d'intervenants sur le parquet : les courtiers et les négociateurs individuels.
Les premiers (brokers en anglais) étaient les exécutants, sur le marché, des ordres passés par les institutions financières (banques, fonds d'investissement, assureurs, etc.) ou entreprises industrielles et commerciales, et qui leur étaient transmis par signes par un collègue, dit le « flasheur », depuis le box téléphonique de leur firme, situé sur des gradins autour du pit.
Les seconds (appelés locals en anglais et négociateurs individuels de parquet, ou nips, sur le Matif de Paris) spéculaient pour leur propre compte, en mettant en jeu tout ou partie de leur patrimoine. Beaucoup essayaient principalement d'intercepter du regard les gros ordres de façon à pouvoir les devancer et réaliser ainsi un profit rapide.

#### Marchés électroniques
La négociation des contrats à terme est maintenant devenue essentiellement électronique. Les pits ne subsistent plus que sur quelques marchés, notamment à Chicago. Les locals existent toujours, mais ils sont désormais assis dans un bureau devant leur ordinateur.
Le développement de l'informatique et de l'électronique a facilité l'accès aux marchés à terme. Actuellement on distingue trois catégories d'intervenants : les arbitragistes, les spéculateurs et les hedgers.
- Les arbitragistes réalisent des opérations d'arbitrage.
- Les spéculateurs ou traders réalisent des opérations de spéculation.
- Enfin les hedgers interviennent sur les marchés à terme pour se couvrir (to hedge signifie « se couvrir ») c’est-à-dire limiter leur exposition aux risques.

### Liquidité
Tout, sur les marchés à terme, est fait pour favoriser la liquidité du marché, facteur essentiel de l'utilité économique du contrat. Un contrat qui n'est pas liquide ne sert à rien, puisqu'on ne peut pas y retourner une position.
La liquidité ne sera assurée qu'en cas de succès permanent du contrat et l'on compte par dizaines, sinon par centaines, les contrats à terme qui ont disparu – parfois après de nombreuses années de bons et loyaux services. Le lancement d'un nouveau contrat est donc toujours délicat pour tous ceux — opérateurs, marché à terme — impliqués dans l'affaire.

## Contrats à terme sur taux LIBOR trois mois
Les contrats sur des taux interbancaires en blanc (sur ce concept, voir l'article : Marché monétaire) à trois mois offerts (LIBOR trois mois) sont tous construits sur le même modèle :
- celui du contrat sur Libor trois mois dollar, appelé improprement mais universellement « contrat eurodollar » ;
- lequel fut bâti comme une version simplifiée et standardisée d'un contrat forward de gré à gré sur taux du marché monétaire, le Forward Rate Agreement ou FRA.

Il existe trois grands contrats liquides sur taux IBOR dans le monde :
- celui sur Libor dollar trois mois du Chicago Mercantile Exchange, coté également à Londres sur le LIFFE en heure européenne et à Singapour sur le Simex en heure asiatique ;
- celui sur l'Euribor trois mois du Liffe ;
- celui sur le Libor trois mois livre sterling du Liffe, ainsi que de nombreux autres contrats moins liquides, comme le Libor franc suisse.

### Sous-jacent
Voir les articles : LIBOR, Euribor, Libor, Taux in fine
Le sous-jacent est un taux de référence. Il s'agit du taux LIBOR à trois mois tel que mesuré et publié le dernier jour de cotation du contrat. De façon à éviter des manipulations de cours, et plus généralement éviter d'interférer avec la mesure du LIBOR, la cotation prend fin quelque temps — au moins une heure — avant celle-ci.
Comme tous les taux LIBOR, le taux mesuré est un taux spot, c'est-à-dire pour départ deux jours ouvrés après la date de mesure, et avec une date de fin trois mois calendaires après. Par exemple, si le dernier jour de cotation est le mardi 14 mars, il court donc du jeudi 16 mars au vendredi 16 juin, soit 92 jours. En revanche, si le dernier jour de cotation avait été le 15 mars, le taux n'aurait pu avoir été celui du 17 mars au 17 juin car le 17 juin tombe un samedi. La convention appliquée est alors, sauf exception, de décaler l'échéance au jour ouvré suivant, en l'occurrence le lundi 19 juin, et le taux LIBOR mesuré sera alors un taux à 94 jours.
Enfin, le taux est bien sûr établi suivant les usages du marché monétaire en question. Pour le Libor de la livre sterling, il est calculé sur une base annuelle de 365 jours. Pour tous les autres taux LIBOR, il est calculé sur une base annuelle de 360 jours.

### Livraison
Les prêts interbancaires en blanc ne sont pas des marchandises génériques et indifférenciées : ce sont des crédits risqués, car non gagés, et qui donc ne peuvent s'effectuer dans l'anonymat. Ils sont dépendants de l'existence chez la banque prêteuse d'une ligne de crédit sur l'établissement emprunteur et du degré d'utilisation de cette ligne, et une transaction interbancaire en blanc n'est jamais conclue qu'après vérification de ses lignes par le prêteur.
Il ne pouvait donc y avoir de livraison au sens strict d'un actif financier à l'échéance d'un contrat LIBOR et l'on procède (cf. supra) à un cash settlement, c'est-à-dire à un simple paiement en numéraire basé sur le cours de compensation, lequel est calculé sur le taux LIBOR du dernier jour de cotation.

### Prix
La cotation s'effectue sous la forme : Cours  = 100 × (1 - Taux Précompté).
Par exemple, un cours de 97,805 correspond à un taux précompté de 2,195 %.
Les flux en prix sont égaux à un quart des variations de cours, la logique derrière cette règle étant qu'il s'agit d'un taux sur une base annuelle appliqué à une période de trois mois, c’est-à-dire d'un quart d'année.
Par exemple, le contrat Euribor fait un million d'euros de nominal. S'il passe de 97,805 à 97,825, soit 0,02 %, le gain ou la perte sera donc par contrat :
1 000 000 × 0,02 % × 0,25 = 50 €

### Échéances
Les échéances  principales sont (cf. supra) trimestrielles : H, M, U, Z, soit donc mars, juin, septembre et décembre.
Elles couvrent les dix prochaines années, dans le cas du contrat sur Libor dollar, et les cinq prochaines années dans le cas du contrat sur Euribor, même si les volumes traités sont en fait concentrés sur les trois premières années.

### Leconvexity bias: différences entre tauxforwardsetfuturesportant pourtant sur le même taux de référence et les mêmes dates
Les contrats à terme sur IBOR sont censés répliquer — certes avec des cash-flow légèrement différents — les taux forward — on dit généralement : les FRA implicites — issus de la courbe des taux des swaps de taux d'intérêt contre IBOR trois mois.
Or, plus leur échéance est éloignée dans le temps, et plus les taux des contrats à terme sur IBOR trois mois sont différents de ceux de ces FRA implicites. De l'ordre d'un point de base dès la troisième année, cette différence peut atteindre plusieurs dizaines de points de base à dix ans.
Il s'agit en fait d'une correction apportée par le marché pour tenir compte de la volatilité des taux courts et de ses conséquences.
En effet, à la différence des contrats à terme, dont les variations de taux in fine donnent lieu au paiement immédiat et linéaire de la différence de prix, via l'appel de marges, les FRA ne peuvent provoquer que des gains ou des pertes dans l'avenir, qu'il convient donc d'actualiser, et dont la valeur actuelle, non linéaire, possède donc une convexité supérieure à celle des futures.
Cela implique que si les deux instruments avaient le même taux in fine, il existerait un arbitrage sans risque à acheter en grande quantité un FRA éloigné, vendre le future correspondant et ajuster la position en risque de taux chaque jour en profitant donc de la volatilité du marché. Afin de neutraliser ce phénomène, les futures doivent donc avoir un taux supérieur à celui des FRA, et ce de manière croissante avec l'éloignement dans le temps.
La différence de taux entre les deux instruments s'appelle en anglais convexity bias, soit donc : correction à apporter compte tenu des convexités différentes. Elle n'est malheureusement pas calculable directement et relève d'hypothèses sur la volatilité future des taux d'intérêt à court terme.

### Chaînes de contrats
Au convexity bias près, il est donc possible de fabriquer de manière synthétique, avec des enchaînements de futures, des swaps de taux d'intérêt contre IBOR trois mois. On désigne ces swaps synthétiques sous le nom de « strips IBOR » (« strips Libor », « strips Euribor », etc.) qu'il ne faut bien sûr pas confondre avec les obligations démembrées, elles aussi appelées strips en anglais. Ils constituent l'instrument de couverture principal des teneurs de marchés de la partie à court et moyen termes des marchés de taux d'intérêt.

## Contrats à terme sur indices boursiers
- Voir : Jour des quatre sorcières